# 西尾市立鶴城中学校
西尾市立鶴城中学校（にしおしりつ つるしろちゅうがっこう）は、愛知県西尾市鶴城町にある公立中学校。通称は「鶴中」（つるちゅう）。　

## 概要
生徒数は増加傾向にあり、2018年5月時点の生徒数は西尾市立の10中学校で最も多い1,049人だった。名鉄西尾線桜町前駅より徒歩約10分。旧校舎の老朽化にともない、新校舎の建設が行われた。同校舎に隣接し、西尾市が運営する鶴城体育館を利用している。

## 沿革
- 1954年（昭和29年）4月 - 西尾市立西尾中学校にて開校式
- 1954年（昭和29年）11月 - 鶴城中学校校舎にて授業開始
- 1992年（平成4年）2月 - 鶴城体育館竣工
- 2003年（平成15年）11月 - 創立50周年
- 2007年（平成19年）3月 - 新校舎が建設される

## 校訓
和とがんばり

## 主な行事
- 4月 - 着任式、入学式、始業式、退任式、若鶴スクール（1年生）
- 5月 - 茶摘み体験
- 6月 - 修学旅行（3年生）
- 9月 - 体育大会
- 10月 - 前後期切りかえ式
- 11月 - 鶴中文化の創造
- 1月 - マイウェイ教室（2年生）
- 2月 - 3年生を送る会
- 3月 - 卒業式、修了式

## 部活動
部活動は活発に行われている。
運動部
- 陸上部
  - 陸上
  - 駅伝
- 水泳部
- 野球部（男子）
- ソフトボール部（女子）
- サッカー部（男子）
- ソフトテニス部（男・女）
- バレーボール部（男・女）
- バスケットボール部（男・女）
- 卓球部（男・女）
- 剣道部（男・女）
- 柔道部（男・女）
- 弓道部（男・女）

文化部
- 吹奏楽部
- コーラス部
- 茶道部
- 科学部
- 家庭科部
- パソコン部
- 美術部

## 出身者
- 神谷凱士 - プロサッカー選手、椋士の双子の兄
- 神谷椋士 - プロサッカー選手、凱士の双子の弟
- 小山茉美 - 声優